# U trati (Rožďalovice)
Rybník U trati je nevelký rybník o rozloze vodní plochy cca 0,9 ha ležící na Ledečském potoce v polích u železniční trati asi 1,7 km jihovýchodně od městečka Rožďalovice v okrese Nymburk. Rybník má tvar protáhlé nudle o rozměrech cca 200 x 70 m. Hráz rybníka je přístupná z modré turistické značky vedoucí po polních cestách z městečka Rožďalovice do vesnice Dymokury. Vlastní rybník je součástí ptačí oblasti Rožďalovické rybníky. 
Rybník je v majetku města Rožďalovice a je využíván pro chov ryb.

## Galerie

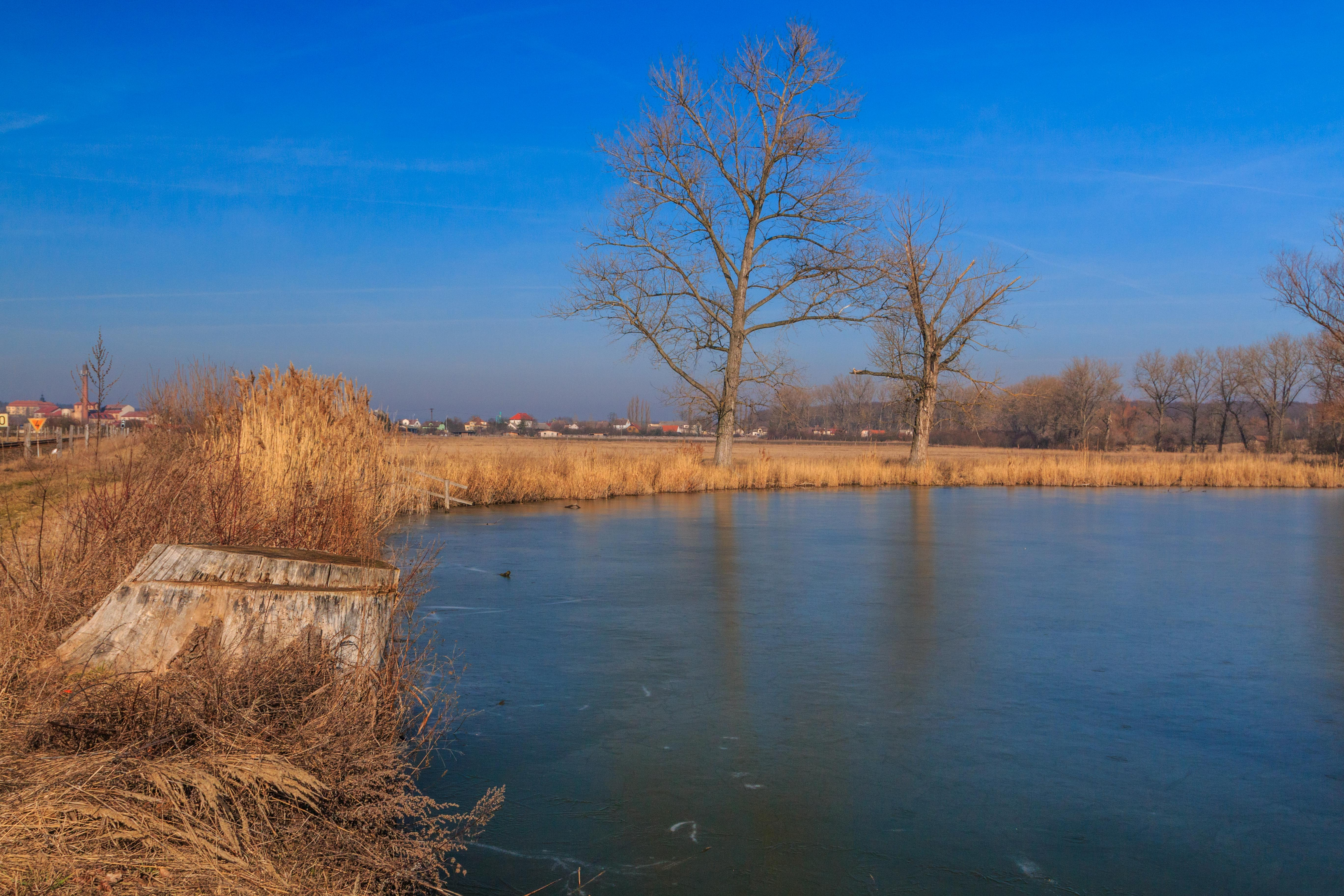
Pohled na rybník U trati u Rrožďalovic
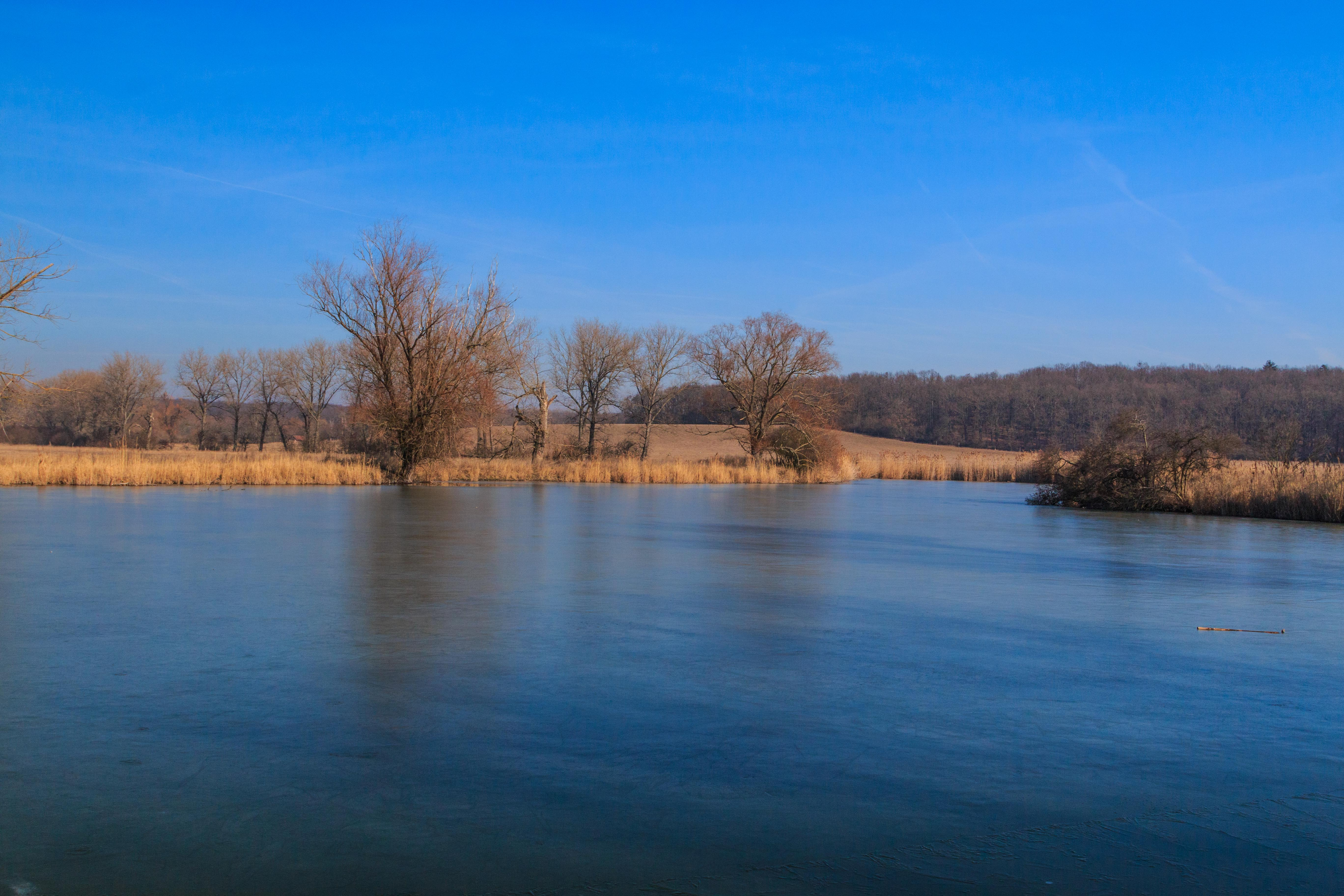
Pohled na rybník U trati u Rrožďalovic
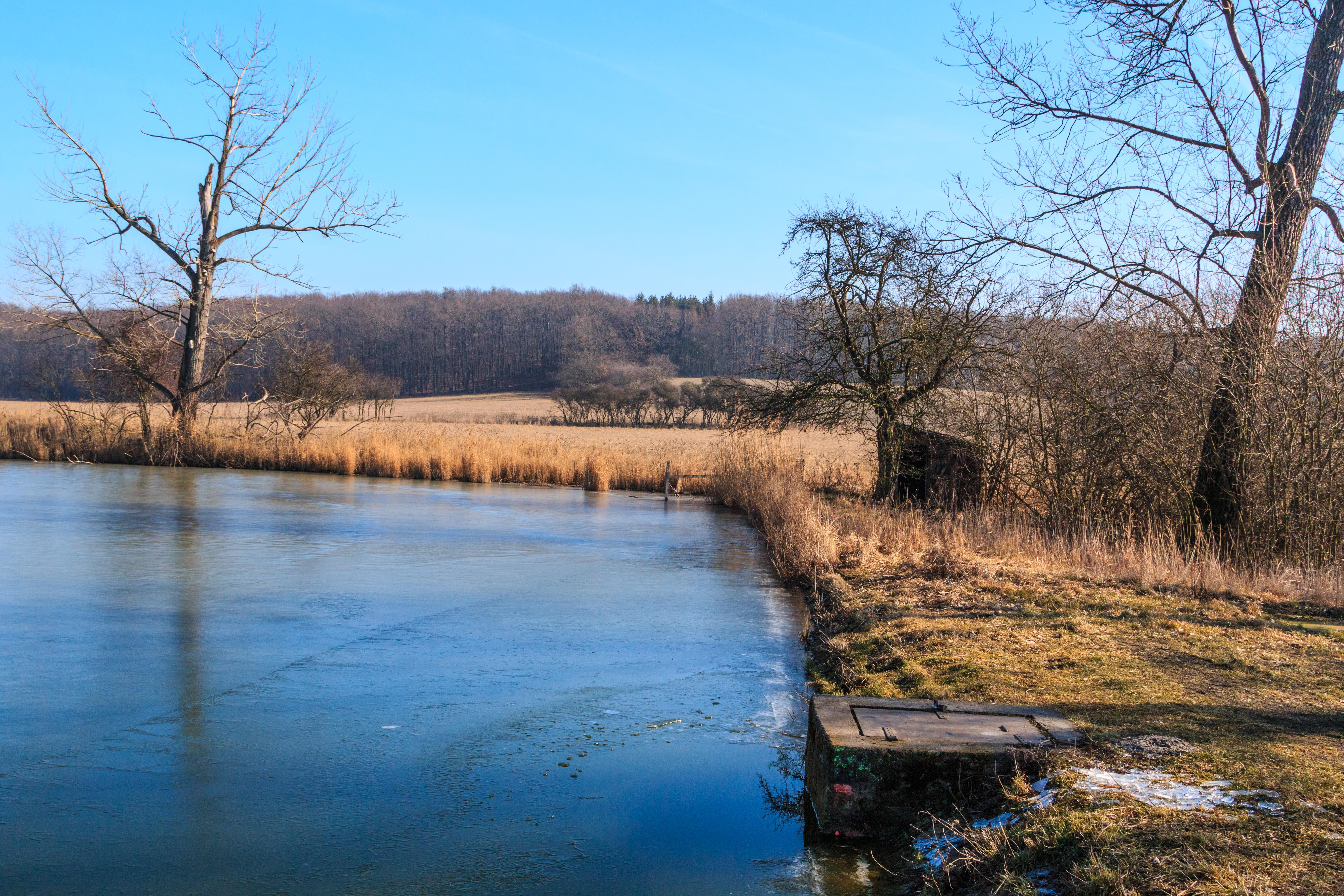
Pohled na rybník U trati u Rrožďalovic